# GPSA
GPSA Pty. Ltd. war ein südafrikanischer Hersteller von Automobilen.

## Unternehmensgeschichte
Das Unternehmen aus Olifantsfontein begann 2003 unter Leitung von Andre Snyman mit der Produktion von Automobilen. Hannes van der Walt war ebenfalls in leitender Position tätig. Der Markenname lautete GPSA. 2016 endete die Produktion.

## Fahrzeuge
Im Angebot stand die Nachbildung des Jeep CJ-3.
Außerdem wurde der Hummer H 1 von einem chinesischen Hersteller importiert und auf Rechtslenkung umgebaut.